# Аби Вајцел
Аби Вајцел (енгл. Abbey Weitzeil; Санта Кларита, 3. децембар 1996) америчка је пливачица чија специјалност је пливање слободним стилом на 50 и 100 метара.
Актуелна је олимпијска победница у штафети 4×100 мешовито са Летњих олимпијских игара 2016. у Рио де Жанеиру.

## Пливачка каријера
Прво међународно такмичење на којем је Вајцелова учестовала као део америчке пливачке репрезентације било је Панпацифичко првенство 2014. у Голд Коусту, а нешто касније исте године учестовала је и на светском првенству у малим базенима.
На светским првенствима дебитовала је у Казању 2015. где је као чланица штафета 4×100 метара мешовито микс и 4×100 метара слободно, дошла до златне, односно бронзане медаље (у обе штафете пливала је у квалификацијама, али не и у финалу).
Захваљујући победама у тркама на 50 и 100 метара слободно на америчким олимпијским трајалсима 2016, обезбедила је себи место у олимпијском тиму Сједињених Држава на Летњим олимпијским играма 2016. у бразилском Рио де Жанеиру. Вајцелова је у Рију пливала у чак четири дисциплине, а најбоље резултате остварила је у штафетним тркама 4×100 слободно и 4×100 мешовито, у којима је освојила сребрну, односно златну медаљу. У штафети 4×100 слободно Вајцелова је пливала у финалу заједно са Дејном Волмер, Симон Мануел и Кејти Ледеки, а њено времец од 52,56 секунди било је најбоље појединачно пролазно врме од свих чланова америчке штафете. У штафети 4×100 мешовито пливала је само у квалификацијама. У појединачним дисциплинама, иако прва на америчком изборном такмичењеу, Вејцелова је заузела „тек” 7. место у трци на 100 метара слободним стилом, док је на деоници од 50 метара слободно била 12. у полуфиналу и није успела да се пласира у финале.

### Лични рекорди
| Дисциплина          | Резултат | Место            | Датум        |
| ------------------- | -------- | ---------------- | ------------ |
| 50 метара слободно  | 24.28    | Омаха (Небраска) | 3. јул 2016. |
| 100 метара слободно | 53.28    | Омаха (Небраска) | 1. јул 2016. |